# Arias
Arias – album operowy Andrzeja Dobbera z udziałem Orkiestry Symfonicznej Filharmonii Narodowej pod batutą Antoniego Wita. Został wydany w 2013 roku przez firmę Dux (numer katalogowy 0959). Płyta otrzymała nagrodę Fryderyka 2014 w kategorii muzyki poważnej: "Album Roku Muzyka Chóralna, Oratoryjna i Operowa".

## Lista utworów
| 1.  | Verdi: "Perfidi! All'Anglo... Pietà, rispetto, amore" Macbeth's scene and aria from Act IV of Macbeth                       | 5:41    |
|     | |         |
| 2.  | Verdi: "Son io, mio Carlo" The death of Posa from Act III of Don Carlos                                                     | 9:10    |
|     | |         |
| 3.  | Verdi: "Di provenza il mar" Giorgio Germont's aria from Act II of La Traviata                                               | 4:23    |
|     | |         |
| 4.  | Verdi: "Cortigiani, vil razza dannata" Rigoletto's aria from Act II of Rigoletto                                            | 4:31    |
|     | |         |
| 5.  | Borodin: "Ni sna, ni otdycha" Igor's aria from Act II of Prince Igor                                                        | 7:52    |
|     | |         |
| 6.  | Tchaikovsky: "Wy mnie pisali... Kogda by zyzn' domasznim krugom" Oniegin's recitative and aria from Act I of Eugene Oniegin | 5:10    |
|     | |         |
| 7.  | Moniuszko: "Kto z mych dziewek serce której" The Sword-bearer's aria from Act II of The Haunted Manor                       | 3:54    |
|     | |         |
| 8.  | Musorgski: "Tsarevicha skorey" Godunov's death scene from Act IV of Boris Godunov                                           | 7:18    |
|     | |         |
| 9.  | Wagner: "Wehe, wehe mir der Qual" Amfortas' and Titurel's scene from Act I of Parsifal                                      | 10:21   |
|     | |         |
| 10. | Verdi: "Son pur queste mie membra... Ah, prigioniero io sono" Nabucodonosor's scene and aria from Act IV of Nabucco         | 5:56    |
|     | |         |
|     | | 1:04:16 |
|     | |         |

## Wykonawcy
- Andrzej Dobber - baryton
- Dariusz Machej - bas [9]
- Orkiestra Symfoniczna Filharmonii Narodowej (Warsaw Philharmonic Orchestra)
- Antoni Wit - dyrygent